# Carpophage à lunettes
Ducula perspicillata
Espèce
Statut de conservation UICN

 LC  : Préoccupation mineure
Le Carpophage à lunettes (Ducula perspicillata) est une espèce d'oiseau appartenant à la famille des Columbidae.

## Description
Cet oiseau mesure environ 42 cm de longueur. Il ne présente pas de dimorphisme sexuel.
La tête est gris bleuâtre foncé avec une zone blanche entourant la base du bec. La nuque présente une surfusion verte devenant bleu vert ou vert bronze sur le bas du cou, le manteau, le dos et les couvertures alaires. La poitrine est gris pâle et le ventre encore plus clair mais lavé de rosâtre. Les sous-caudales sont gris rosâtre. Un cercle oculaire blanc très net marque chaque œil, d'où les noms scientifique et vernaculaires (allemand, anglais et français notamment) de l'espèce. Les iris sont brun foncé, le bec grisâtre avec la base rougeâtre et les pattes pourpres.
Le jeune est un peu plus sombre que l'adulte.

## Habitat
Cet oiseau peuple les forêts primaires de basse altitude, les mangroves et les jardins.

## Répartition
Cet oiseau est endémique des Moluques.

## Alimentation
Cet oiseau se nourrit de gros fruits dans la canopée des arbres.